# Place Jean-Jaurès (Mont-de-Marsan)
Pour les articles homonymes, voir Jean Jaurès (homonymie).
La place Jean-Jaurès (communément appelée rond-point du Sablar) est l'une des principales places de la commune de Mont-de-Marsan, dans le département français des Landes.

## Situation et accès
La place Jean-Jaurès est située dans le centre-ville de Mont-de-Marsan, au sud du Midou. De forme elliptique et d'une superficie d'environ 4700 m2, elle est aménagée en rond-point desservant le boulevard de la République en direction des arènes du Plumaçon, la rue Sadi-Carnot en direction de l'hôtel de ville, la rue Léon-des-Landes en direction de la place Saint-Roch, l'avenue Georges-Clemenceau en direction du Houga, la D624 en direction de Grenade-sur-l'Adour et la D933 en direction de la gare de Mont-de-Marsan et de Saint-Sever. Elle accueille le long de son pourtour commerces, bureaux, deux hôtels et au n°13, le siège de France Bleu Gascogne.
En matière de circulation automobile, la place est un rond-point et non pas un carrefour giratoire : le rond-point, à l'inverse du giratoire, donne priorité aux véhicules arrivant dans l'anneau, suivant la règle de la priorité à droite.

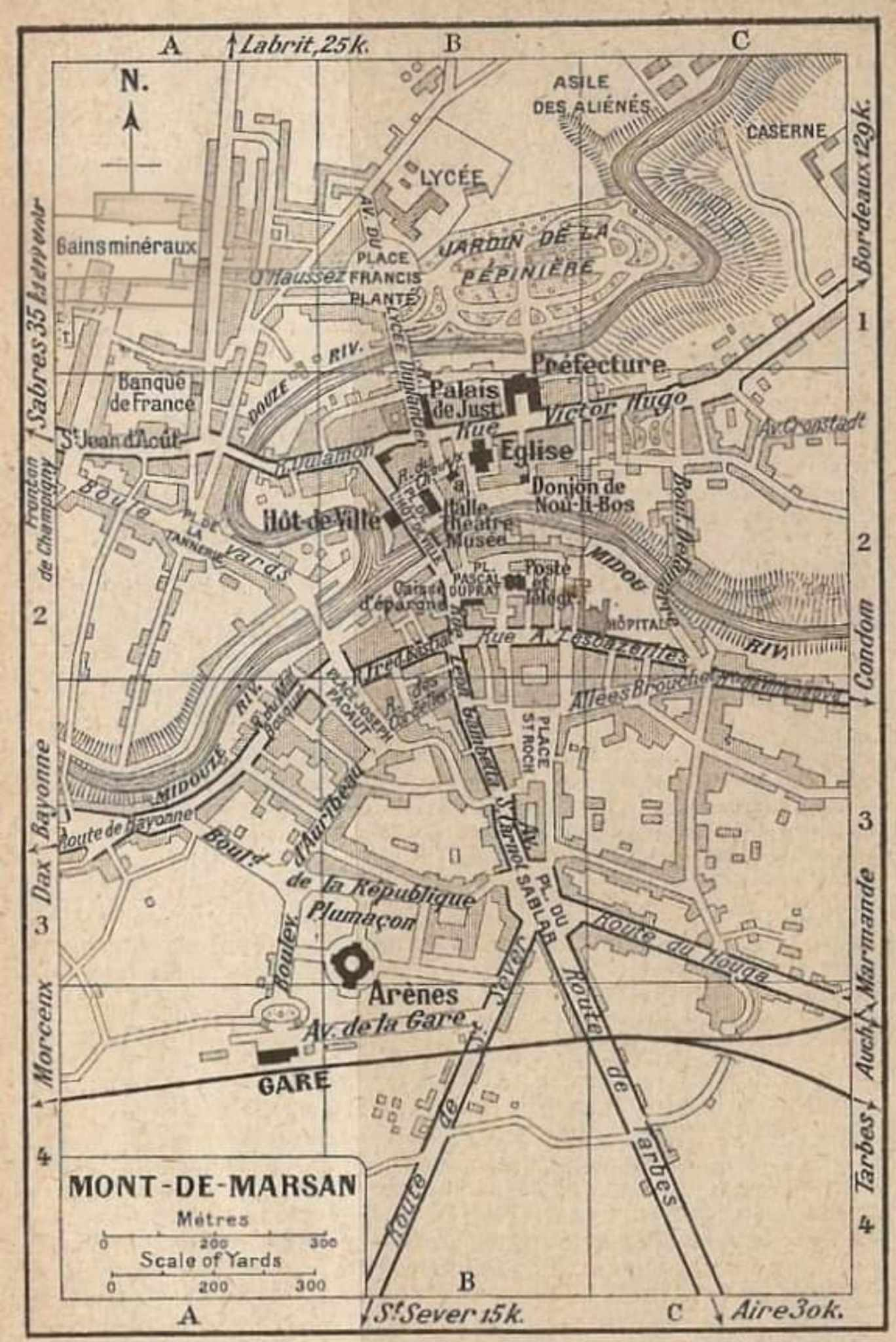
Situation de la place du sablar, sur un plan ancien.

## Origine du nom
Elle rend honneur depuis 1937 à l'homme politique français Jean Jaurès (1859-1914) assassiné au début de la Première Guerre mondiale. Avant cela, elle prend tour à tour les noms de place Napoléon (1806), place de Casse de Leyre (1813, du nom d'une maison et de son lieu-dit figurant sur un acte notarié de 1810), place du Casse de l'Eyre (1845), place du Sablar (1884), place de Verdun (1918).

## Historique
Le site est une ancienne carrière de sable de construction, donnant le nom de « Sablar », qui se trouvait alors en périphérie sud de la ville, primitivement sur la commune de Saint-Pierre-du-Mont, avant la modification des limites communales par ordonnance royale du 10 mai 1831 et l'annexion de ce quartier par Mont-de-Marsan en 1866.
Le vote de l'Assemblée Constituante du 12 janvier 1790 et son décret du 15 février 1790 font de la nouvelle commune de Mont-de-Marsan le chef-lieu du département des Landes, lui-aussi nouvellement créés. Deux chemins de grande communication passent par la ville, reliant Bordeaux à l'Espagne :
- le no 19, en direction de Bayonne ;
- le no 131, en direction de Saint-Jean-Pied-de-Port via Saint-Sever et Orthez[3]

Faute d'aménagement adéquat, ces axes routiers souffrent d'engorgement aux abords de la ville. Les autorités sont donc confrontées au problème de l'amélioration et de la modernisation de leur desserte, nécessaires au regard de leur caractère stratégique. C'est ainsi qu'en 1802, le préfet Alexandre Méchin lance une première phase de travaux, qu'il confie à l'ingénieur Candau.
Concernant le chemin no 131, ce dernier dessine une place en étoile au lieu-dit Casse-de-l'Eyre (la future « place du Sablar » puis « place Jean-Jaurès »), qui se trouve alors dans la commune limitrophe de Saint-Pierre-du-Mont, et où se rejoignent les routes de Saint-Sever, Grenade et Le Houga et trois routes de moindre importance. La convergence de ces six axes donnent à la place un effet de parfaite symétrie.
En 1805, sous le Premier Empire, des projets de parer la place d'un arc de triomphe à la gloire de Napoléon Ier (qui fera étape à l'hôtel Papin dans la nuit du 13 au 14 avril 1808) puis d'un obélisque sont envisagés sans aboutir, faute de moyens suffisants. La place est finalement agrémentée de simples arbres, se dont se félicite Antoine Dufau, maire de la commune de 1804 à 1808. En 1859, le bureau central de l'octroi, occupe un espace au sud-est de la place. Exhaussé en 1896, il sera réaménagé en 1971 en Foyer des Éclaireuses Éclaireurs de France avant d'être démoli quelques années plus tard.
Le cortège du président de la République Raymond Poincaré, en visite à Mont-de-Marsan le 6 octobre 1913 à l'occasion des fêtes présidentielles, passe par la place du Sablar.
La place est réaménagée en 1936 en un rond-point paré d'un candélabre d'éclairage public de 11 mètres de haut à quatre bras en béton armé. Des feux tricolores gérant le trafic sont installés en 1972 et le 14 juillet 1977 est mise en service sur le terre-plein central une fontaine lumineuse permettant 42 combinaisons différentes de formes et de couleurs.

## Galerie
Photos anciennes de la place du Sablar

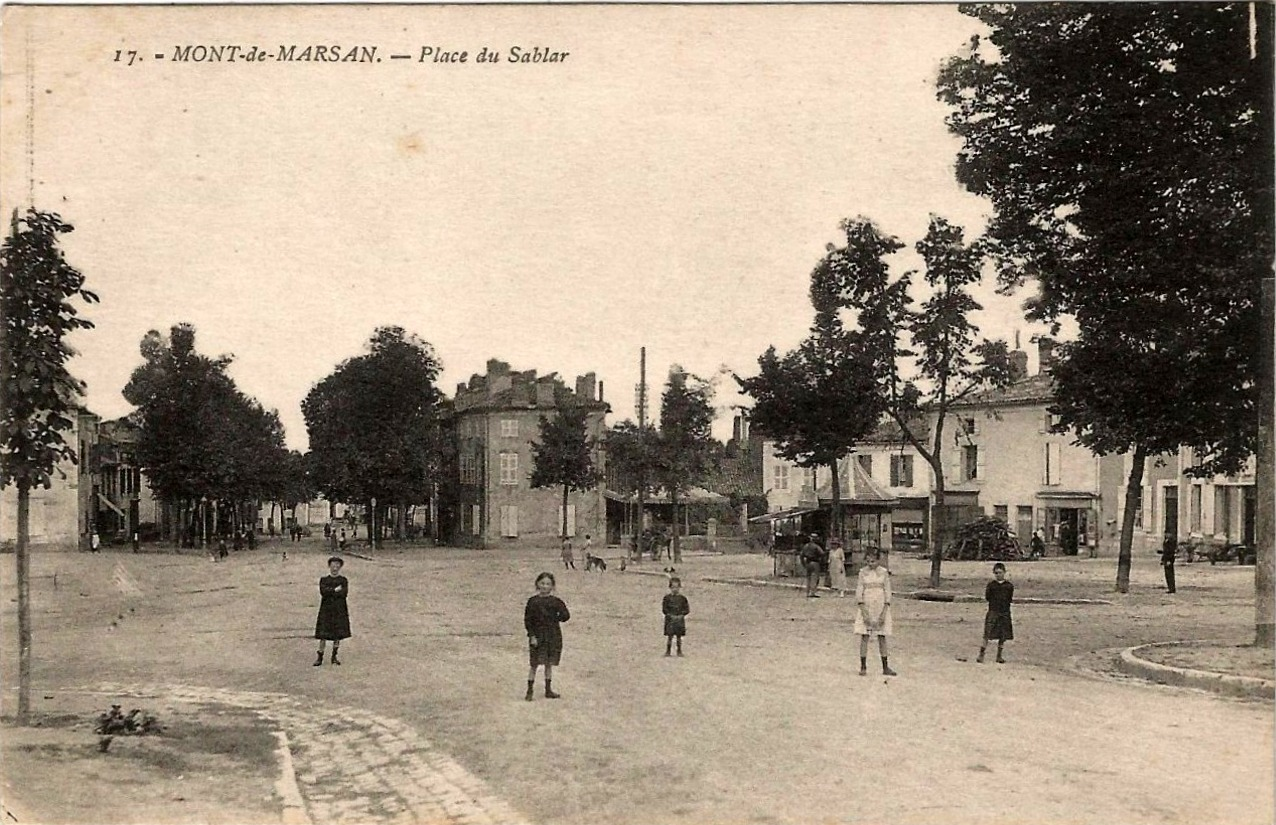
Photo ancienne de la place du Sablar.
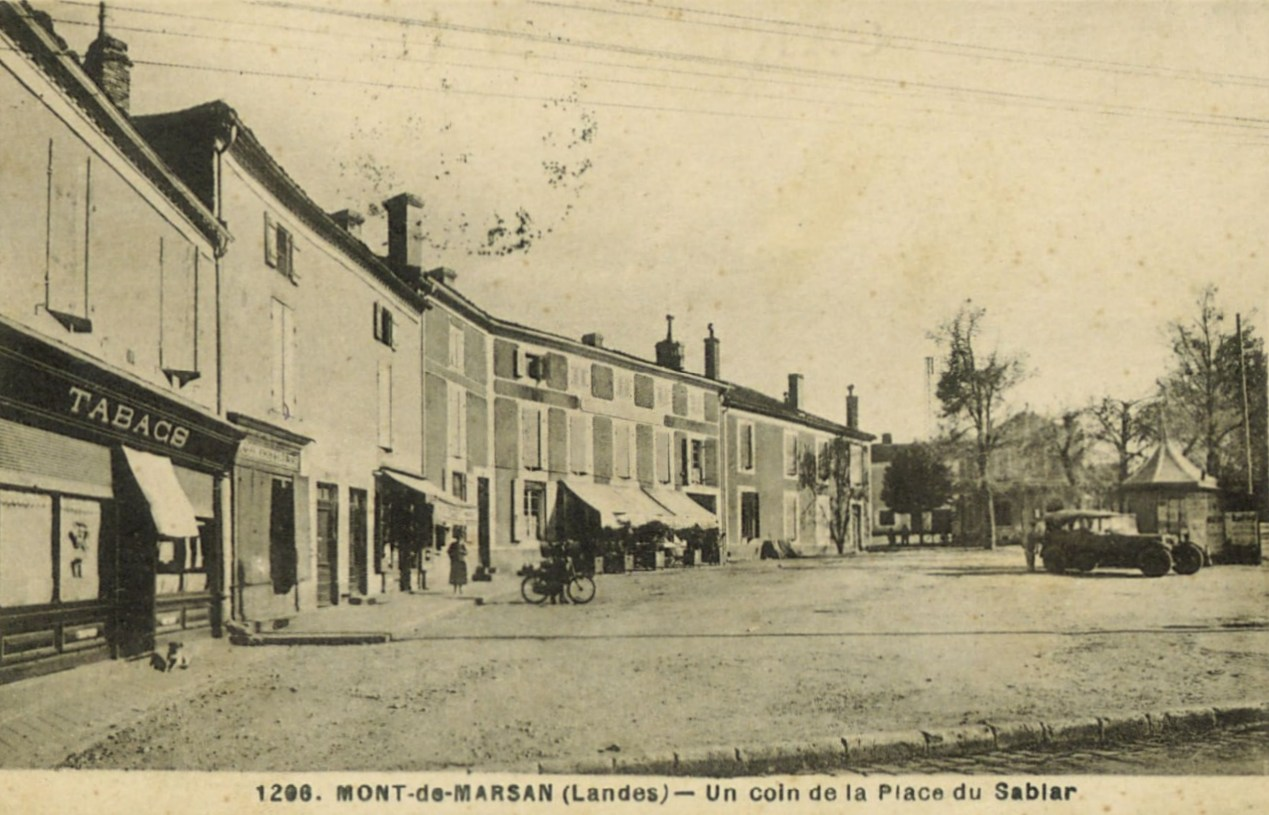
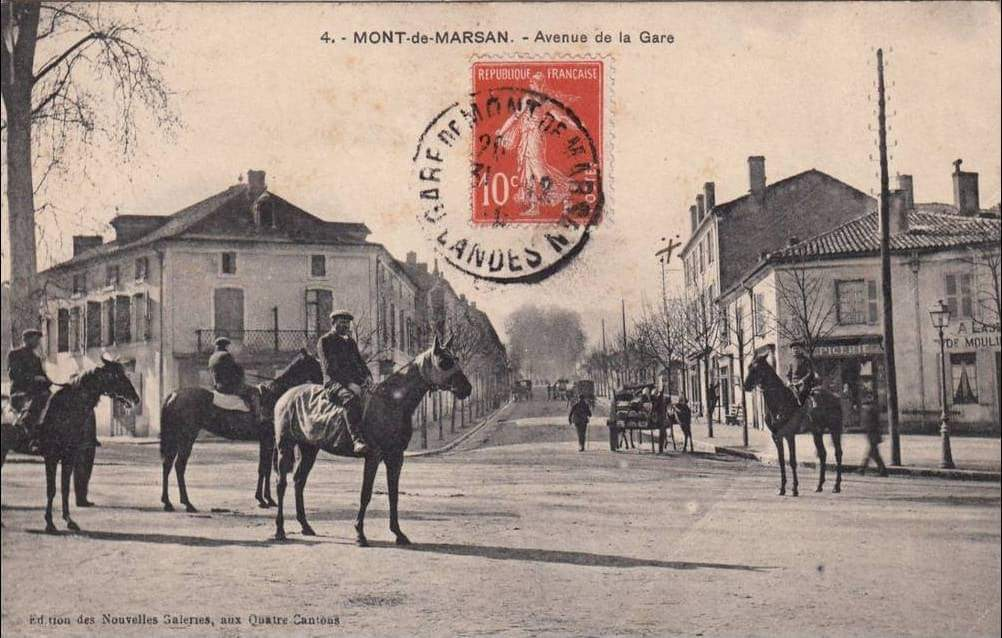
En direction de l'avenue de la Gare (route de Saint-Sever).
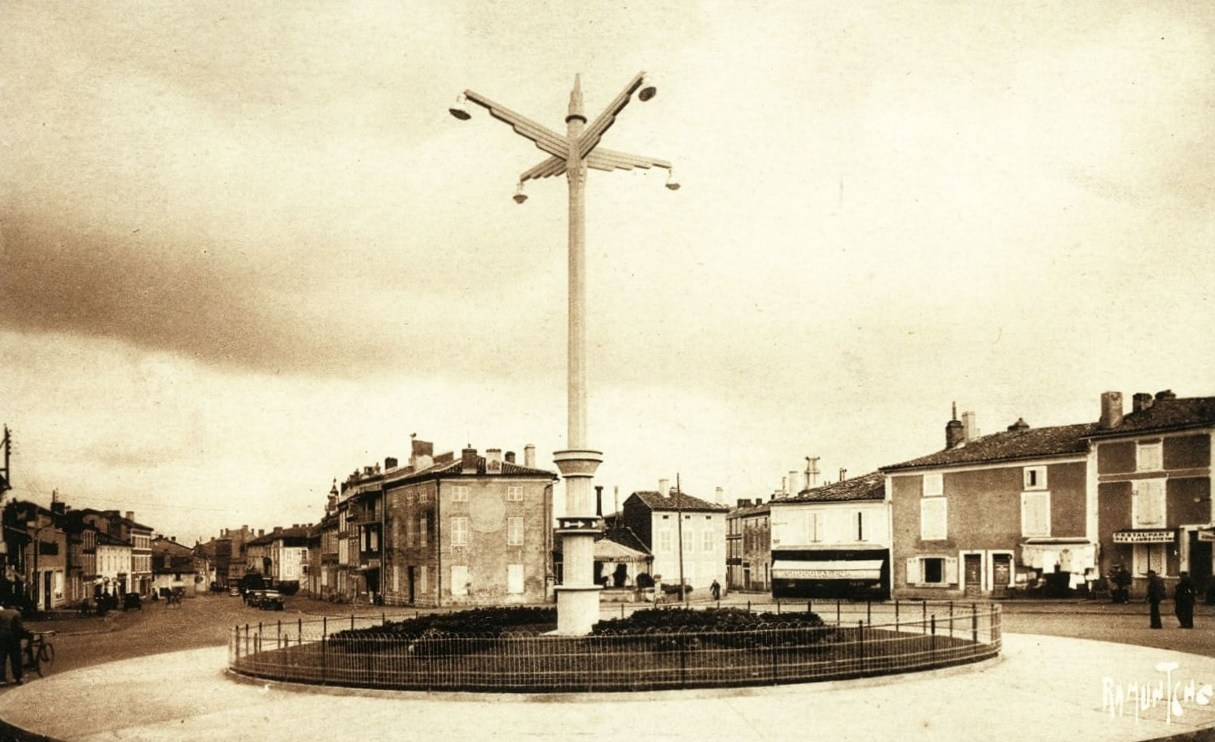
Candélabre installé en 1936.

Photos actuelle de la place Jean-Jaurès

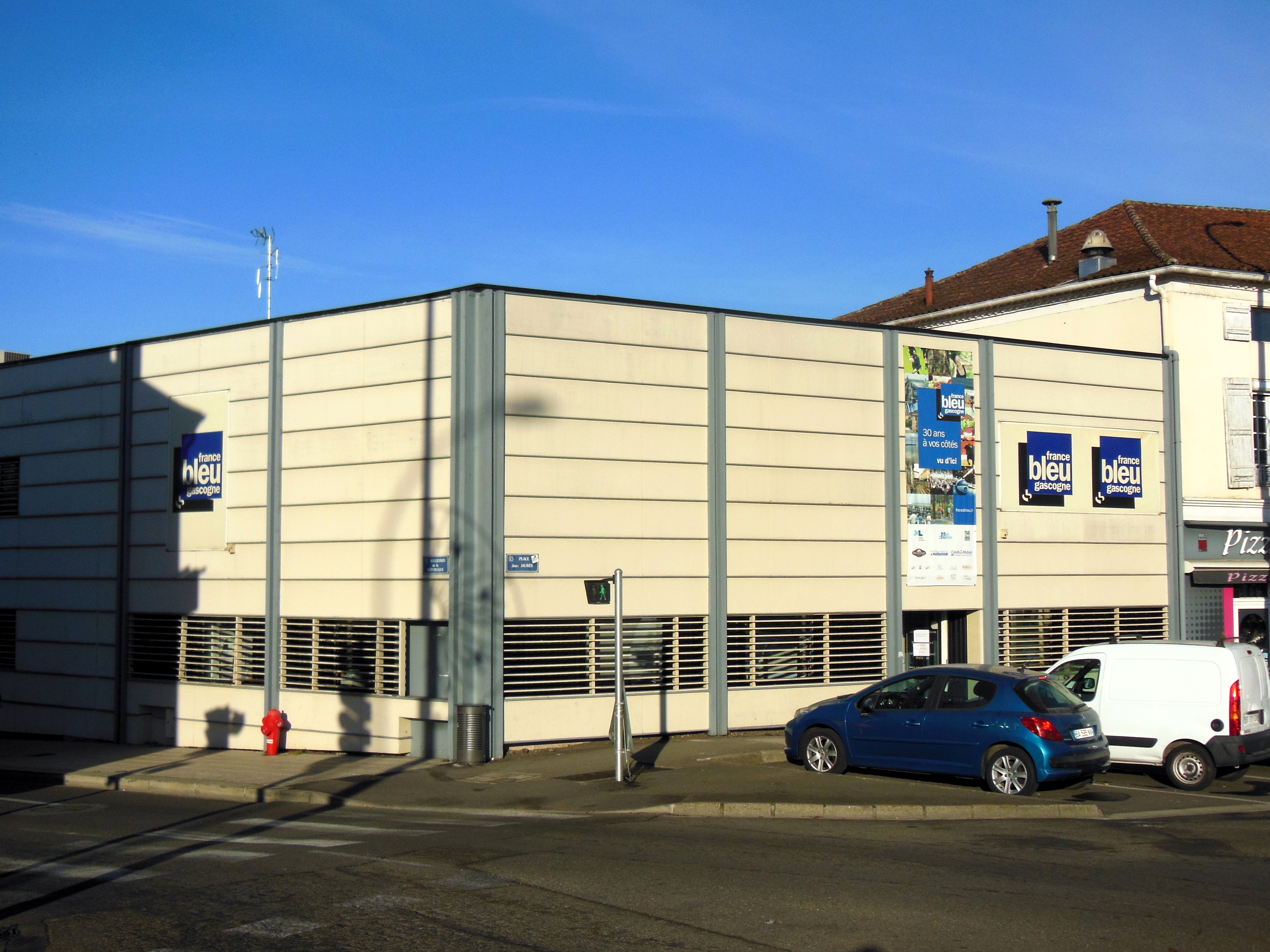
Siège de France Bleu Gascogne, au 13 place Jean-Jaurès.